# 弗卢瓦拉克
弗卢瓦拉克（法語：Floirac，法語發音：[flwaʁak]）是法国新阿基坦大区吉伦特省的一个市镇，位于该省中部，波尔多市区东南，加龙河右岸，属于波尔多区和波尔多都会区。

## 历史
弗卢瓦拉克是法国西南部城市波尔多重要的郊区市镇，工业革命后获得快速发展，现成为波尔多近郊重要的居民区。已完全和波尔多市区融合，基本实现全域城市化。

## 地理
弗卢瓦拉克（44°50'11"N, 0°31'33"W）面积8.67 平方千米，位于法国新阿基坦大区吉倫特省，该省份为法国西南部沿海省份，是法國本土面积最大的省，北起滨海夏朗德省，西临大西洋，南至朗德省，东南接洛特-加龍省，东临多爾多涅省。
与弗卢瓦拉克接壤的市镇（或旧市镇、城区）包括：瑟农、布利亚克、波尔多附近阿尔蒂格、贝格勒、波尔多、特雷斯。
弗卢瓦拉克的时区为UTC+01:00、UTC+02:00（夏令时）。

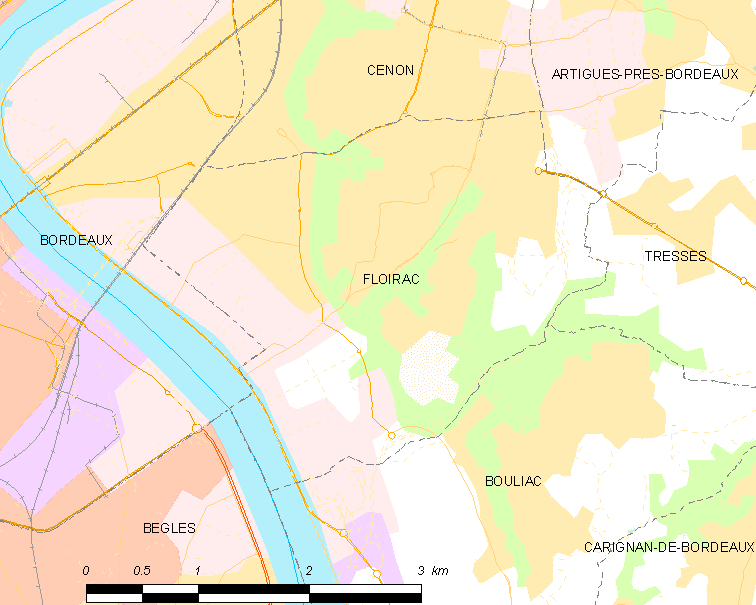
弗卢瓦拉克的OSM定位图

## 行政
弗卢瓦拉克的邮政编码为33270，INSEE市镇编码为33167。

## 政治
弗卢瓦拉克所属的省级选区为瑟农县。

## 文化
波尔多天文台位于弗卢瓦拉克境内，建于1878年，是法国国家文物保护单位。

## 交通
波尔多有轨电车A线和多条波尔多公交线路均经过境内。

## 人口

1962-2008年间弗卢瓦拉克人口变化图示

弗卢瓦拉克于2022年1月1日时的人口数量为17939人。

## 友好城市
- 布吉納法索 杰布古（法语：Diébougou）
- 西班牙 布尔拉达